# Joan d'Eucaita
Joan d'Eucaita o Joan Mauropous (Paflagònia, ca. 1000 - Constantinoble, ca. 1075) fou un religiós grec, arquebisbe d'Eucaita. És venerat com a sant per l'Església Ortodoxa.

## Biografia
Fou conegut com a Joan Mauropous (Ἰωάννης Μαυρόπους o Μαυρόποδος, o Peu Negre). Nasqué a Paflagònia cap al 1000. Anà a Constantinoble i s'hi guanyà fama com a professor; va tenir com a deixeble Miquel Psel·los, que el presentà a l'emperador Constantí IX Monòmac (1042-1055). Durant alguns anys Joan fou un dels poetes i erudits protegits per l'emperador i fou orador a la cort.
Per raons desconegudes, ell i altres autors del seu cercle caigueren en desgràcia cap al 1050. Deu ser llavors quan és nomenat arquebisbe d'Eucaita, que poc temps abans (sota l'emperador Joan I Tsimiscés) havia pres el nom de Teodoròpolis i estava propera a Amasia. En algunes cartes, Joan es plany d'aquest "honorable exili" i demana al seu amic Psel·los que intercedeixi davant l'emperador per a poder tornar a la capital.
Ja gran, renuncià a la seu episcopal i pogué tornar, retirant-se al monestir d'Hàgia Petra de Constantinoble, on morí cap al 1075.

## Obres
Sembla que Mauropous preparà en vida un recull de les seves obres literàries, i que el manuscrit Vaticano Graeco 676 en deu ésser una còpia. Hi ha noranta-nou poemes (poemes iàmbics, oracions funeràries, etc.), setanta-set cartes i tretze sermons.
A més, escrigué molts cànons o himnes litúrgics, com el Canon de l'Àngel de la Guàrdia, protector de la vida humana, on combina la religiositat popular amb la cultura clàssica, com fa Miquel Psel·los o el poeta Cristòfor de Mitilene.
Acabà amb la polèmica que llavors enfrontava els eclesiàstics, sobre la primacia dels sants doctors Basili el Gran, Gregori de Nazianz i Joan Crisòstom; les discussions volien dirimir quin dels tres n'era el més gran i provocaren la divisió en bàndols de basilians, gregorians i joanites. Segons la tradició, els tres sants s'aparegueren a Joan d'Eucaita i li revelaren que davant Déu tots tres eren iguals. Joan compongué llavors un ofici comú per als tres, el dels Tres Sants Jerarques, amb himnes de gran bellesa, que són la seva obra més coneguda, i que s'instituí en la litúrgia cap al 1100.